# 榴花塔
榴花塔，是位于中国广东省东莞市城东7公里铜岭山顶、莞城－石龙公路北侧的一座风水塔，2012年入选第七批广东省文物保护单位。榴花塔建于明代万历年间，东莞茶山人袁昌祚、温塘人袁应文为镇东江水而倡议在铜岭山顶修筑了这座砖塔。塔因榴花村而得名。榴花塔为楼阁式塔，平面八角形，高30米，由下向上逐级均匀收分，有假平座。1934年、1982年、1999年，榴花塔三次得到维修。

## 历史
榴花塔建于明朝万历年间，是一座为镇东江水而建的风水塔，由本地人袁昌祚、袁应文倡议修建。袁昌祚是茶山人，隆庆五年进士。袁应文是温塘人，万历元年举人。根据袁昌祚在《募建榴花塔疏》中所述，溫塘、增步、茶山三乡鼎足而立，寒溪、花溪两河环绕，两河出峡口而汇入东江，常有水患，应当建塔镇水；铜岭受两溪和东江的潮汐影响，河流在此汇合，铜岭地势高、风景美，所以在此建塔。由于位于榴花村，此塔得名榴花塔。袁应文还在榴花塔下倡议建造了弘化寺、熊飞祠、劝忠祠，这些建筑早已毁失。
明清两代，铜岭山榴花塔已被视作东莞县的名山胜景。榴花塔所在的铜岭山是南宋将领熊飞抗元的战场，熊飞墓坐落在铜岭山下，常有东莞人登榴花塔怀念熊飞。张启正作有两首《夜泊榴花》，郑荣写有《过榴花村有怀熊飞将军》。中华民国东莞县长邓庆史在《重修榴花塔记》中，也提及登塔怀念熊飞之事。
风雨雷电侵袭，加之乡民因迷信而窃取砖石，中华民国时代榴花塔已有倒塌风险。公元1934年，东莞县总务科长劉品薑等人倡议募捐，对榴花塔进行了维修。
抗日战争中的1938年10月至11月，东莞壮丁常备队、刘屋自卫队和中国共产党领导的抗日武装东莞抗日模范壮丁队曾与日军在东莞榴花、西湖、京山地区作战，后来被称为榴花阻击战或榴花战斗，榴花塔下是战场之一。
中华人民共和国时代，县政府在1982年出资重修榴花塔，同年将榴花塔列为东莞县文物保护单位。1997年7月，东莞市人民政府为纪念榴花阻击战，在铜岭修建了抗日纪念亭以及巨大的东江纵队抗日纪念墙。1999年，东莞市政府与附城区街道出资百万人民币，用时八个月，再次修缮榴花塔。同年，东莞市政府开始修建占地470亩的榴花公园，2001年正式对外开放，榴花塔是园中景点之一。2012年，榴花塔入选广东省文物保护单位。

## 建筑
榴花塔位于东莞城东7公里处的铜岭山顶。塔建于红色砂岩上，由青砖与灰沙砌成，为楼阁式塔，平面为八角形，共七层，高30米。塔由下向上逐级均匀收分。菱角牙砖与挑檐砖相间叠涩，承托腰檐与假平座。塔内砖阶穿壁绕平座，六级菱角牙砖与挑檐砖相间叠涩承托塔心室楼板。塔刹为宝瓶形。

## 保护
榴花塔1982年8月24日入选第三批东莞县文物保护单位，建设控制地带402.75亩；2012年10月20日入选第七批广东省文物保护单位。
榴花塔1934年、1982年两次得到局部维修。然而由于地处山巅、风雨雷电侵袭，榴花塔在1999年重修前已严重受损，1999年政府出资对榴花塔进行全面维修。八角形的塔身原已缺损，修复中用钢筋加固并保持外观不变，还烧制了一些长度为原砖两倍的加长砖以错开砖缝、加强整体性。维修时清除了塔檐上生长的植物，还进行了喷烧、清洗，防止复萌。修复时用砂浆填补了塔檐空隙、砌制檐面排水坡的方砖。塔平座上原有的栏杆已完全毁坏，维修时在平座预埋铸铁件焊接平座栏杆，选用颜色简朴大气的铸铁件以适应古塔风格。清除塔顶风化的砖，在塔顶现浇钢筋混凝土，其上铺灰瓦、加墨绿色的滴水和瓦当，增加飞檐，各角悬挂铜铃，塔刹使用内灌素混凝土的葫芦形铜构件，安装防雷天线。塔基缺损的红砂岩用相同材料补上。加大塔基平台，内部现浇混凝土，外砌红砂岩，增加仿古花岗岩栏杆。塔一层入口处增加铁门。楼板改用钢筋混凝土现场浇筑，表面仿酸枝木，原有的二层、三层楼板被拆除。内壁、外壁、门窗框与花草图案也得到修复。